# Titularbistum Chrysopolis in Macedonia
Chrysopolis in Macedonia (ital.: Crisopoli di Macedonia) ist ein Titularbistum der römisch-katholischen Kirche.
Es geht auf einen untergegangenen Bischofssitz in der byzantinischen Stadt Chrysoupolis in dem heutigen Regionalbezirk Kavala zurück. Der Bischofssitz war der Kirchenprovinz Philippi zugeordnet.
| Titularbischöfe von Chrysopolis in Macedonia |                                         |                                           |                   |                   |
| Nr.                                          | Name                                    | Amt                                       | von               | bis               |
| 1                                            | Isambertus                              | Weihbischof im Bistum Metz (Frankreich)   | 1462              | 1467              |
| 2                                            | Louis-Marie-Joseph de Courrèges d’Ustou | Weihbischof in Toulouse (Frankreich)      | 16. November 1935 | 8. September 1947 |
| 3                                            | Florencio Sanz Esparza CM               | emeritierter Bischof von Cuttack (Indien) | 4. März 1948      | 27. Dezember 1987 |